# Micrathena duodecimspinosa
Micrathena duodecimspinosa är en spindelart som först beskrevs av O. Pickard-Cambridge 1890.  Micrathena duodecimspinosa ingår i släktet Micrathena och familjen hjulspindlar. Inga underarter finns listade i Catalogue of Life.